# Campeonato Cearense Série C
Il Campeonato Cearense Série C è il terzo e ultimo livello calcistico nello stato del Ceará, in Brasile.

## Stagione 2023
- Calouros do Ar (Fortaleza)
- Cariri (Juazeiro do Norte)
- EC Limoeiro (Limoeiro do Norte)
- Maranguape (Maranguape)
- Terra e Mar (Caucaia)

## Titoli per squadra
| Squadra             | Città             | Titoli |
| ------------------- | ----------------- | ------ |
| Crateús             | Crateús           | 2      |
| Pacatuba            | Pacatuba          | 2      |
| América             | Fortaleza         | 1      |
| Aracati             | Aracati           | 1      |
| Alto Santo          | Alto Santo        | 1      |
| Barbalha            | Barbalha          | 1      |
| Campo Grande        | Juazeiro do Norte | 1      |
| Caucaia             | Caucaia           | 1      |
| Eusébio             | Eusébio           | 1      |
| Iguatu              | Iguatu            | 1      |
| São Benedito        | São Benedito      | 1      |
| Tianguá             | Tianguá           | 1      |
| União               | Brejo Santo       | 1      |
| Uniclinic           | Fortaleza         | 1      |
| Uruburetama         | Uruburetama       | 1      |
| Guarani de Juazeiro | Juazeiro do Norte | 1      |
| Maracanã            | Maracanaú         | 1      |
| Maranguape          | Maranguape        | 1      |